# Фокоморто (Ферара)
Фокоморто је насеље у Италији у округу Ферара, региону Емилија-Ромања.
Према процени из 2011. у насељу је живело 472 становника. Насеље се налази на надморској висини од 4 м.